# Éric Meloche
Éric Meloche (né le 1er mai 1976 à Lachute, dans la province de Québec au Canada) est un joueur professionnel canadien de hockey sur glace,.

## Carrière de joueur
En 1994, il commence sa carrière avec les Colts de Cornwall de la Ligue centrale de hockey junior A.
En 1996, il est repêché par les Penguins de Pittsburgh au cours du Repêchage d'entrée dans la LNH en 7e ronde, en 186e position au total.
Après quatre ans avec les Buckeyes d'Ohio State de la NCAA, il commence sa carrière professionnelle avec les Penguins de Wilkes-Barre/Scranton de la Ligue américaine de hockey.
Lors de la saison 2001-2002, il commence sa carrière dans la Ligue nationale de hockey avec les Penguins de Pittsburgh.
Le 14 juillet 2004, il signe un contrat avec les Flyers de Philadelphie. Avec leur club-école, les Phantoms de Philadelphie, il remporte la Coupe Calder au terme de la saison 2004-2005.
Le 5 décembre 2005, il est échangé aux Blackhawks de Chicago avec Patrick Sharp en retour de Matt Ellison et d'un choix de troisième ronde en 2006. Il est alors assigné aux Admirals de Norfolk. Le 2 août 2006, il fait le chemin inverse dans une transaction qui envoie Vaclav Pletka aux Blackhawks.
En 2007, il signe un contrat avec les Straubing Tigers de la DEL.
Le 6 octobre 2011, il fait un retour en Amérique-du-Nord, alors qu’il signe un contrat avec le HC Carvena de Sorel-Tracy de la Ligue nord-américaine de hockey.
Le 3 janvier 2012, il est échangé au Cool FM 103,5 de Saint-Georges, en retour de Guillaume Tougas et de David Lizotte.
Le 1er juin 2012, il est échangé aux Riverkings de Cornwall et le 12 août, il signe un contrat avec l'équipe.

## Parenté dans le sport
Il est le fils de Gilles Meloche ancien joueur de la LNH. Son beau-frère Jean-François Dufour est également un ancien hockeyeur professionnel.

## Trophées et honneurs personnels
- Ligue américaine de hockey
  - 2004-2005 : remporte la Coupe Calder avec les Phantoms de Philadelphie.

## Statistiques
| Saison     | Équipe                            | Ligue      |    | Saison régulière | Saison régulière | Saison régulière | Saison régulière | Saison régulière |   | Séries éliminatoires | Séries éliminatoires | Séries éliminatoires | Séries éliminatoires | Séries éliminatoires |
| Saison     | Équipe                            | Ligue      | PJ | B                | A                | Pts              | Pun              | PJ               | B | A                    | Pts                  | Pun                  |                      |                      |
| 1994-1995  | Colts de Cornwall                 | LHCJ       | 40 | 7                | 15               | 22               | 51               |                  |   |                      |                      |                      |                      |                      |
| 1995-1996  | Colts de Cornwall                 | LHCJ       | 64 | 68               | 63               | 121              | 162              |                  |   |                      |                      |                      |                      |                      |
| 1996-1997  | Buckeyes d'Ohio State             | NCAA       | 39 | 12               | 11               | 23               | 78               |                  |   |                      |                      |                      |                      |                      |
| 1997-1998  | Buckeyes d'Ohio State             | NCAA       | 42 | 26               | 22               | 48               | 86               |                  |   |                      |                      |                      |                      |                      |
| 1998-1999  | Buckeyes d'Ohio State             | NCAA       | 35 | 11               | 16               | 27               | 87               |                  |   |                      |                      |                      |                      |                      |
| 1999-2000  | Buckeyes d'Ohio State             | NCAA       | 35 | 20               | 11               | 31               | 136              |                  |   |                      |                      |                      |                      |                      |
| 2000-2001  | Penguins de Wilkes-Barre/Scranton | LAH        | 79 | 20               | 20               | 40               | 72               | 21               | 6 | 10                   | 16                   | 17                   |                      |                      |
| 2001-2002  | Penguins de Wilkes-Barre/Scranton | LAH        | 55 | 13               | 14               | 27               | 91               | -                | - | -                    | -                    | -                    |                      |                      |
| 2001-2002  | Penguins de Pittsburgh            | LNH        | 23 | 0                | 1                | 1                | 8                | -                | - | -                    | -                    | -                    |                      |                      |
| 2002-2003  | Penguins de Wilkes-Barre/Scranton | LAH        | 59 | 12               | 17               | 29               | 95               | 6                | 1 | 0                    | 1                    | 20                   |                      |                      |
| 2002-2003  | Penguins de Pittsburgh            | LNH        | 13 | 5                | 1                | 6                | 4                | -                | - | -                    | -                    | -                    |                      |                      |
| 2003-2004  | Penguins de Wilkes-Barre/Scranton | LAH        | 56 | 16               | 26               | 42               | 49               | 23               | 9 | 6                    | 15                   | 1                    |                      |                      |
| 2003-2004  | Penguins de Pittsburgh            | LNH        | 25 | 3                | 7                | 10               | 20               | -                | - | -                    | -                    | -                    |                      |                      |
| 2004-2005  | Phantoms de Philadelphie          | LAH        | 63 | 6                | 11               | 17               | 102              | 17               | 3 | 2                    | 5                    | 18                   |                      |                      |
| 2005-2006  | Phantoms de Philadelphie          | LAH        | 10 | 1                | 2                | 3                | 16               | -                | - | -                    | -                    | -                    |                      |                      |
| 2005-2006  | Admirals de Norfolk               | LAH        | 47 | 7                | 14               | 21               | 81               | 4                | 0 | 0                    | 0                    | 11                   |                      |                      |
| 2006-2007  | Phantoms de Philadelphie          | LAH        | 49 | 11               | 13               | 24               | 82               | -                | - | -                    | -                    | -                    |                      |                      |
| 2006-2007  | Flyers de Philadelphie            | LNH        | 13 | 1                | 2                | 3                | 4                | -                | - | -                    | -                    | -                    |                      |                      |
| 2007-2008  | Straubing Tigers                  | DEL        | 54 | 17               | 23               | 40               | 125              | -                | - | -                    | -                    | -                    |                      |                      |
| 2008-2009  | Straubing Tigers                  | DEL        | 18 | 4                | 8                | 12               | 44               | -                | - | -                    | -                    | -                    |                      |                      |
| 2009-2010  | Straubing Tigers                  | DEL        | 51 | 22               | 16               | 38               | 95               | -                | - | -                    | -                    | -                    |                      |                      |
| 2010-2011  | Straubing Tigers                  | DEL        | 49 | 7                | 14               | 21               | 124              | -                | - | -                    | -                    | -                    |                      |                      |
| 2011-2012  | HC Carvena de Sorel-Tracy         | LNAH       | 24 | 8                | 12               | 20               | 24               | -                | - | -                    | -                    | -                    |                      |                      |
| 2011-2012  | Cool FM 103,5 de Saint-Georges    | LNAH       | 20 | 7                | 14               | 21               | 22               | -                | - | -                    | -                    | -                    |                      |                      |
| 2012-2013  | Riverkings de Cornwall            | LNAH       | 31 | 11               | 18               | 29               | 62               | 9                | 2 | 6                    | 8                    | 20                   |                      |                      |
| 2013-2014  | Riverkings de Cornwall            | LNAH       | 3  | 0                | 0                | 0                | 11               | -                | - | -                    | -                    | -                    |                      |                      |
| Totaux LNH | Totaux LNH                        | Totaux LNH | 74 | 9                | 11               | 20               | 36               | -                | - | -                    | -                    | -                    |                      |                      |